# Richard A. Harrison

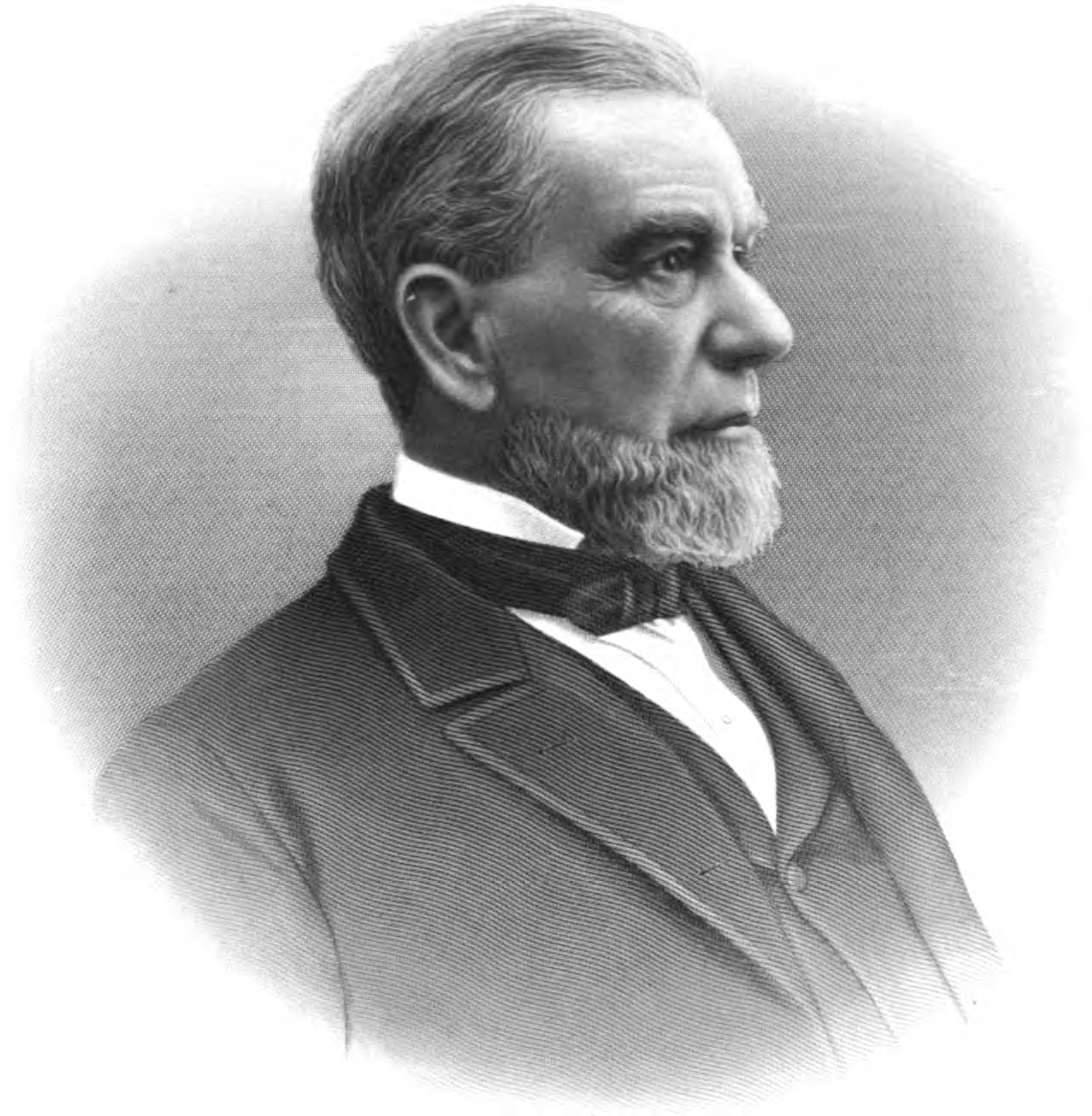
Richard A. Harrison

Richard Almgill Harrison (* 8. April 1824 in Thirsk, Yorkshire, Vereinigtes Königreich; † 30. Juli 1904 in Columbus, Ohio) war ein US-amerikanischer Politiker. Zwischen 1861 und 1863 vertrat er den Bundesstaat Ohio im US-Repräsentantenhaus.

## Werdegang
Im Jahr 1832 kam Richard Harrison mit seinen Eltern aus seiner englischen Heimat nach Ohio, wo er die öffentlichen Schulen besuchte. Nach einem anschließenden Jurastudium an der Cincinnati Law School und seiner 1846 erfolgten Zulassung als Rechtsanwalt begann er in London in diesem Beruf zu arbeiten. Gleichzeitig schlug er eine politische Laufbahn ein. In den Jahren 1858 und 1859 war er Abgeordneter im Repräsentantenhaus von Ohio; von 1860 bis 1861 gehörte er dem Staatssenat an.
Nach dem Rücktritt des Abgeordneten Thomas Corwin wurde Harrison als Unionist bei der fälligen Nachwahl für den siebten Sitz von Ohio zu dessen Nachfolger im US-Repräsentantenhaus in Washington, D.C. gewählt, wo er am 4. Juli 1861 sein neues Mandat antrat. Bis zum 3. März 1863 konnte er die laufende Legislaturperiode im Kongress beenden. Diese Zeit war von den Ereignissen des Bürgerkrieges geprägt. Nach seiner Zeit im US-Repräsentantenhaus praktizierte Richard Harrison als Anwalt in Columbus. Dort ist er am 30. Juli 1904 auch verstorben. Er war seit 1847 mit Maria Louisa Warner verheiratet, mit der er sieben Kinder hatte.